# Юркка, Сакари
Хейкки Сакари Юркка (фин. Heikki Sakari Jurkka; 16 сентября 1923, Оулу — 13 декабря 2012, Эспоо) — финский актёр театра и кино, режиссёр, театральный деятель.

## Биография
Родился в семье актёров Эмми и Эйно Юркка. Дебютировал на театральной сцене в 1936 году.
Выступал в театрах Исалми, Тампере и Хельсинки. В 1959—1962 годах возглавлял собственный теар «Арена-Юркка» в Хельсинки. С 1962 года — артист Финского Национального театра. Амплуа — героические роли.
За свою режиссёрскую карьеру снял 5 фильмов. Сыграл в 84 кино- и телефильмах и сериалах.

## Награды
Лауреат финской национальной кинопремии «Юсси» за лучшую мужскую роль в фильме 1954 года «Minäkö isä».

## Избранная фильмография
- Runon kuningas ja muuttolintu (1940)
- Gabriel, tule takaisin (1951)
- Noita palaa elämään (1952)
- «Леена»[фин.] (1954) (актёр и режиссёр)
- Helunan häämatka (1955, актёр и режиссёр)
- Silja — nuorena nukkunut (1956)
- Эвакуация (фильм, 1956)
- Дачники  (1961, режиссёр)
- Voi veljet, mikä päivä! (1961, актёр и режиссёр)
- Täällä alkaa seikkailu (1965)
- Akseli and Elina (1970)
- Raid (2003)